# بشيلي

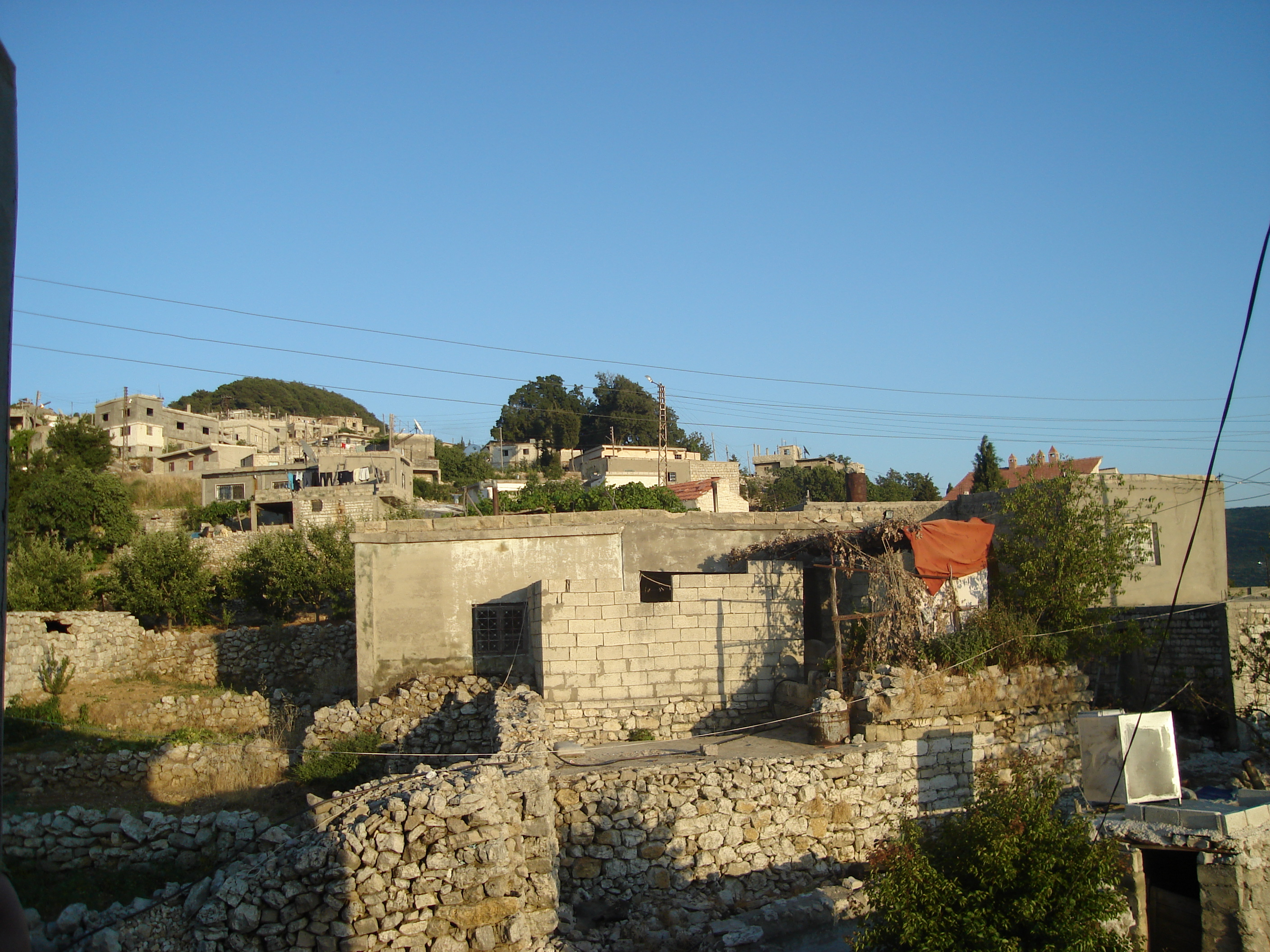
مشهد للبيوت في قرية بشيلي في عام 2008 ونشاهد العجـْمي والنبي أيوب

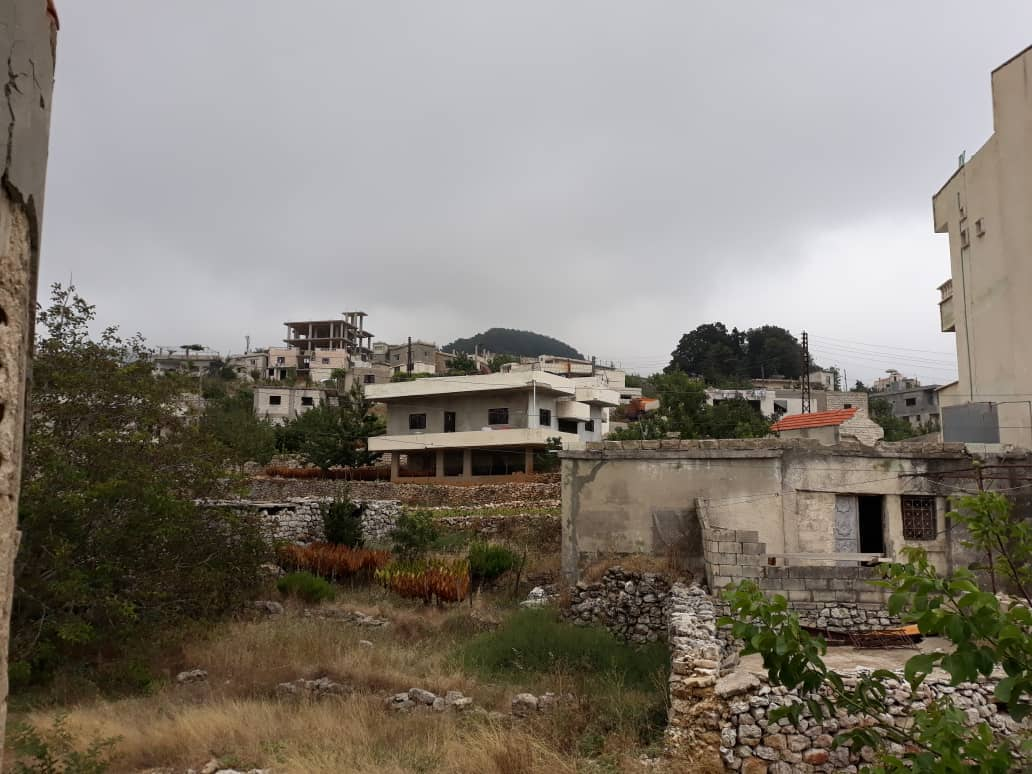
منظر لقرية بشيلي في عام 2018

بشيلي بالفرنسية (Bchilé) قرية تابعة لمحافظة اللاذقية في منطقة جبلة وناحية بيت ياشوط. تتميز هذه القرية بارتفاعها الكبير عن سطح البحر إذ يزيد ارتفاع قسمها العُلوي على 1000 م، وجبل عين التوت أكثر من 1100 م ، كما أن لها إطلالة على الساحل السوري والبحر الأبيض المتوسط .
للوصول إلى هذه القرية هناك ثلاث طرق : الأول وهو الأقدم عن طريق بيت ياشوط مروراً في حراما وهو طريق متعرج يعدُّ الأقرب إلى المراكز الإدارية، الثاني عن طريق أوتستراد بيت ياشوط سهل الغاب وهو طريق طويل ولكنه سهل، الطريق الثالت من جهة قرية معرين في الجنوب.

## التاريخ
مثل كل قرى جبال العلويين ففي هذه القرية آثار لأناسٍ سكنوها قبل العلويين كبقايا النواغيس وما بقي من قنطرة على مصادر المياه (العين).

## السكان
تُعتبر هذه القرية كمثال حي على الهجرة من الأرياف إلى التجمعات السكانية الكبرى، إذ أن نسبة مرتفعة جداً من أبنائها سافروا، وتكاد تكون هذه القرية شبه خالية في الشتاء وذلك بسبب نقص الخدمات من جهة وبرودة الطقس في الشتاء ونقص الموارد من جهة أخرى.